# Маріупольський матч смерті
Маріупольський матч смерті  ― футбольний матч, зіграний в окупованому німцями Маріуполі 31 жовтня 1941 року між маріупольськими футболістами і солдатами панцерваффе, що захопили місто. Через деякий час після цієї гри ряд футболістів опинилися в концентраційних таборах, а деякі були розстріляні (за легендою[неавторитетне джерело]).
Футбольний матч, пізніше названий "Матчем смерті", відбувся на заводському стадіоні в Іллічівському районі на Стадіонній вулиці. Нині тут залишився лише пустир. Команда Маріуполя складалася з гравців «Іллічівця» (так називалася міська довоєнна команда Іллічівського району, яка брала участь у чемпіонаті міста), які мали фронтову броню та не встигли евакуюватися до Уралу.
Німці грали дуже жорстко. Хоча маріупольська команда була послаблена, а суддя був надто суворий, маріупольці перемогли з рахунком 3:1.
Члени маріупольської команди: Поповиченко, Судаков, Каракаш, Машкін, Шаповаленко, Ковальов, Чуриков, Зінченко та інші, прізвища яких залишились невідомими.